# Мацново
Мацново (біл. Мацнава) — село (веска) в складі Оршанського району розташоване в Вітебської області Білорусі. Село підпорядковане Зубревіцькій сільській раді.
Веска Мацново розташована на півночі Білорусі, у південній частині Вітебської області.